# Ajou
Ajou és un municipi francès situat al departament de l'Eure i a la regió de Normandia. L'any 2007 tenia 241 habitants.

## Demografia

### Població
El 2007 la població de fet d'Ajou era de 241 persones. Hi havia 108 famílies, de les quals 32 eren unipersonals (12 homes vivint sols i 20 dones vivint soles), 40 parelles sense fills, 32 parelles amb fills i 4 famílies monoparentals amb fills.
La població ha evolucionat segons el següent gràfic:
Habitants censats

### Habitatges
El 2007 hi havia 168 habitatges, 107 eren l'habitatge principal de la família, 49 eren segones residències i 13 estaven desocupats. 167 eren cases i 1 era un apartament. Dels 107 habitatges principals, 92 estaven ocupats pels seus propietaris, 12 estaven llogats i ocupats pels llogaters i 3 estaven cedits a títol gratuït; 1 tenia una cambra, 11 en tenien tres, 37 en tenien quatre i 58 en tenien cinc o més. 85 habitatges disposaven pel capbaix d'una plaça de pàrquing. A 54 habitatges hi havia un automòbil i a 45 n'hi havia dos o més.

### Piràmide de població
La piràmide de població per edats i sexe el 2009 era:
| Homes | Edats   | Dones |
| ----- | ------- | ----- |
| 0     | 95 o +  | 0     |
| 4     | 90 a 94 | 0     |
| 4     | 85 a 89 | 0     |
| 4     | 80 a 84 | 4     |
| 4     | 75 a 79 | 0     |
| 4     | 70 a 74 | 12    |
| 24    | 65 a 69 | 16    |
| 4     | 60 a 64 | 8     |
| 12    | 55 a 59 | 4     |
| 12    | 50 a 54 | 8     |
| 12    | 45 a 49 | 12    |
| 4     | 40 a 44 | 8     |
| 8     | 35 a 39 | 8     |
| 0     | 30 a 34 | 0     |
| 8     | 25 a 29 | 4     |
| 0     | 20 a 24 | 0     |
| 0     | 15 a 19 | 8     |
| 0     | 10 a 14 | 4     |
| 4     | 5 a 9   | 8     |
| 0     | 0 a 4   | 0     |

## Economia
El 2007 la població en edat de treballar era de 142 persones, 94 eren actives i 48 eren inactives. De les 94 persones actives 88 estaven ocupades (46 homes i 42 dones) i 6 estaven aturades (4 homes i 2 dones). De les 48 persones inactives 26 estaven jubilades, 7 estaven estudiant i 15 estaven classificades com a «altres inactius».

### Ingressos
El 2009 a Ajou hi havia 113 unitats fiscals que integraven 266 persones, la mediana anual d'ingressos fiscals per persona era de 18.335 €.

### Activitats econòmiques
Dels 9 establiments que hi havia el 2007, 4 eren d'empreses de construcció, 1 d'una empresa de comerç i reparació d'automòbils, 1 d'una empresa de transport, 1 d'una empresa d'hostatgeria i restauració i 2 d'empreses de serveis.
Dels 5 establiments de servei als particulars que hi havia el 2009, 2 eren paletes, 1 guixaire pintor, 1 lampisteria i 1 restaurant.
L'any 2000 a Ajou hi havia 10 explotacions agrícoles que ocupaven un total de 765 hectàrees.

## Poblacions més properes
El següent diagrama mostra les poblacions més properes.